# Stronie Śląskie
Stronie Śląskie (fino al 1945 Seitenberg) è un comune urbano-rurale polacco del distretto di Kłodzko, nel voivodato della Bassa Slesia.

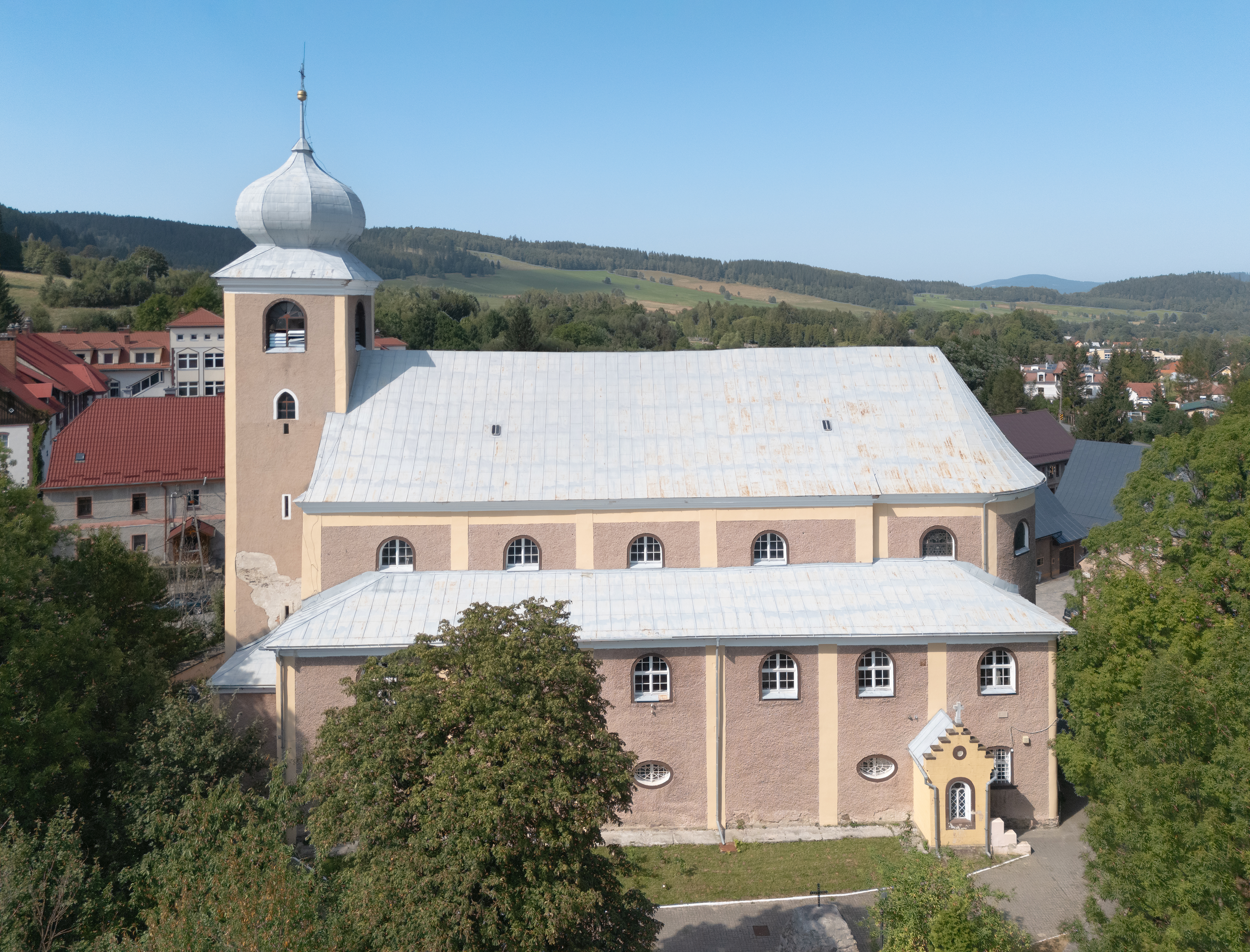

Ricopre una superficie di 146,42 km² e nel 2004 contava 7 821 abitanti.
Località nei dintorni:
- Bielice (Bielendorf)
- Bolesławów (Wilhelmsthal)
- Goszów (Gompersdorf)
- Janowa Góra (Johannesberg)
- Kamienica (Kamnitz)
- Kletno (Klessengrund)
- Młynowiec (Mühlbach)
- Nowa Morawa (Neu Mohrau)
- Nowy Gierałtów (Neu Gersdorf)
- Sienna (Heudorf)
- Stara Morawa (Alt Mohrau)
- Stary Gierałtów (Alt Gersdorf)
- Strachocin (Schreckendorf)
- Stronie Śląskie (Seitenberg)
- Stronie Wieś (Seitenberg)